# Kordonet

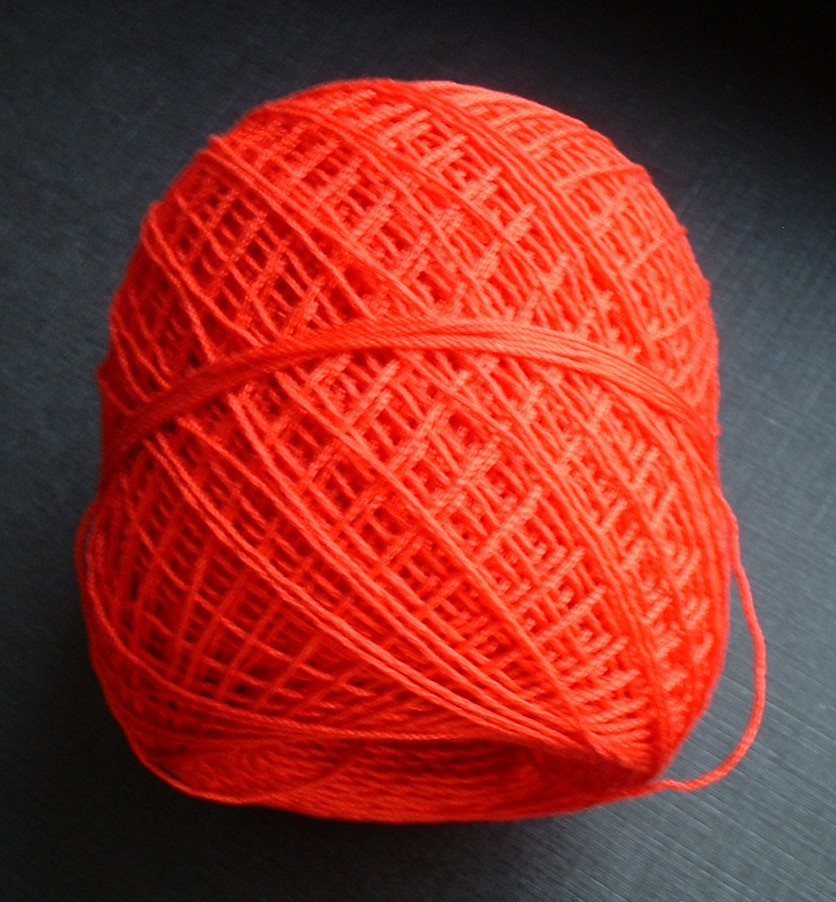
Kordonet na háčkování (30 tex x 2 x3)

Kordonet je bavlněná nebo viskózová příze několikanásobně družená a skaná obvykle ve více než 3 stupních  .
Příze se používá na ruční práce, k výrobě záclonovin a (méně často) na technické tkaniny.
Výraz kordonet je také známý jako obchodní označení pro některé háčkovací, vyšívací příze a šicí nitě.